# Vulcanus, der Titan
Vulcanus, der Titan (Originaltitel Vulcano figlio di Giove) ist ein italienischer Antikfilm, der die griechische Mythologie aufnimmt und persifliert. Emimmo Salvi inszenierte kostengünstig im Jahr 1961. In deutschsprachigen Gebieten lief der Film am 4. Oktober 1963 an. Alternativtitel sind Vulkanus, der Titan und Vulcano – Schlacht der Titanen.

## Handlung
Mars zerstreitet sich mit Jupiter und geht zusammen mit Venus auf die Erde, wo er mit den Thrakern eine Burg errichten will, die den Olymp in den Schatten stellt. Daraufhin schickt Jupiter Vulcanus hinunter, der ebenfalls in Venus verliebt ist, und mit der schönen Etna sich auf die Spuren des Kriegsgottes begibt. Nach einer Reihe von Abenteuern, unter anderem gegen echsenähnliche Geschöpfe und unterirdische Ungeheuer, wird Etna von den Thrakern gefangen genommen und gefoltert; Vulcanus kann gerade noch ihren Tod verhindern. Mars und Venus kehren in den Olymp zurück; wütend verbannt nun Jupiter Mars auf die Erde zurück.

## Kritik
Ronald M. Hahn, Volker Jansen, Norbert Stresau sehen in Vulcanus, der Titan einen „anspruchslosen Schlägerfilm, der sich stellenweise (freiwillig oder unfreiwillig) bemüht, das Genre zu persiflieren.“ Ähnlich urteilt das Lexikon des internationalen Films: „Ein mißlungener Versuch, mit den Mitteln des italienischen Antik-Films" die griechischen Göttersagen zu persiflieren. Eher platt und gelegentlich mehr ordinär als unterhaltsam.“

## Bemerkungen
Die Außenaufnahmen wurden im Iran gedreht.
Es existieren Versionen, die mit einigen erotischen Szenen angereichert wurden.